# Reprezentacja Armenii w piłce ręcznej kobiet
Reprezentacja Armenii w piłce ręcznej kobiet, narodowy zespół piłkarek ręcznych Armenii. Reprezentuje swój kraj w rozgrywkach międzynarodowych.